# Erin Brockovich
Pour le film, voir Erin Brockovich, seule contre tous.
Erin Brockovich-Ellis, née Erin L. E. Pattee le 22 juin 1960 à Lawrence (Kansas), est une juriste, femme d'affaires et militante écologiste américaine. Elle est connue pour avoir révélé une affaire de pollution des eaux potables à Hinkley (en) (Californie) par la société Pacific Gas and Electric Company (PG&E), condamnée en 1993. Cette pollution a entraîné des morts et maladies graves comme des cancers.

## Biographie

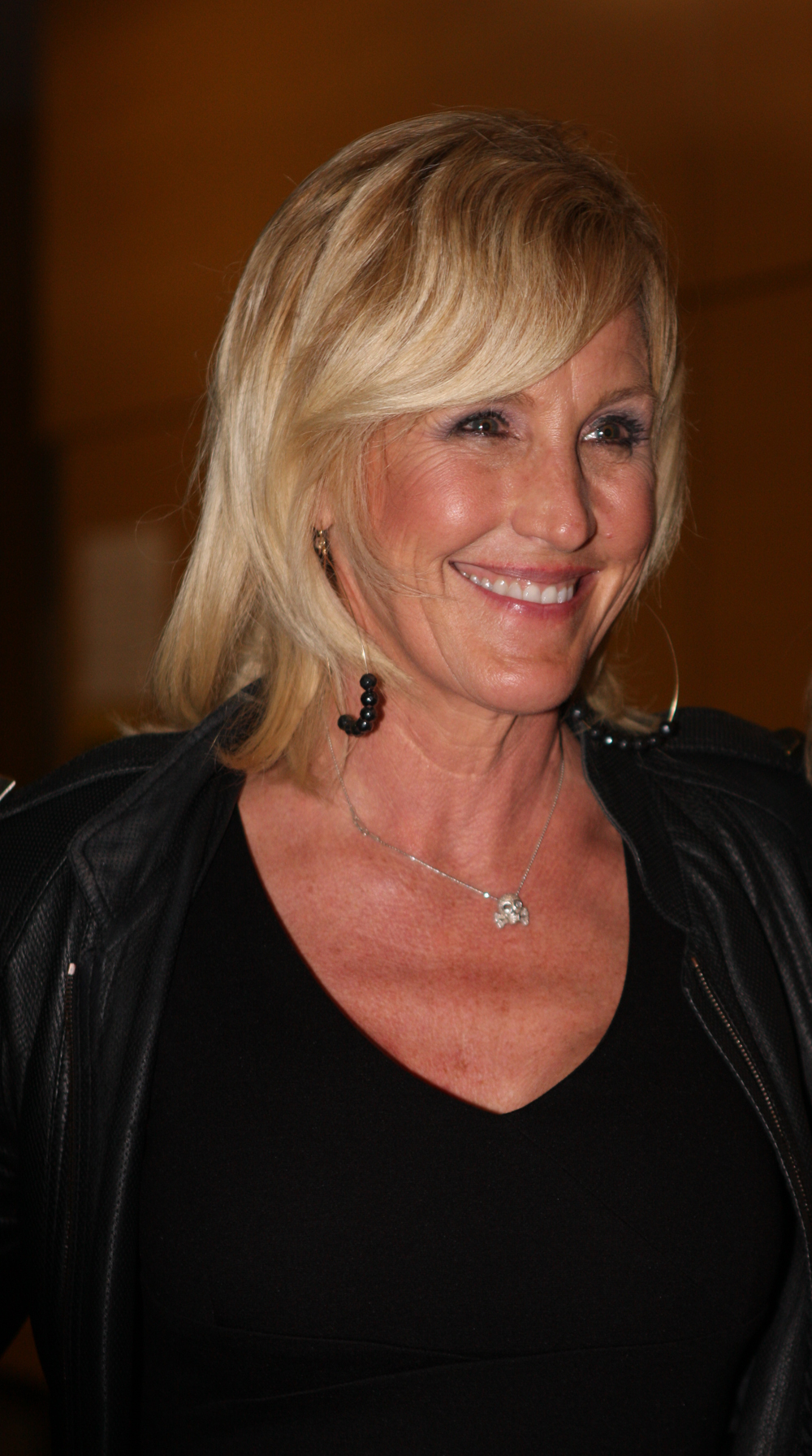
Erin Brockovich en 2012.

Brockovich est née Erin Pattee à Lawrence, Kansas, fille de Betty Jo (née O'Neal; vers 1923–2008), journaliste, et de Frank Pattee (1924–2011), ingénieur industriel et joueur de football. Elle a deux frères, Frank Jr. et Thomas (1954–1992), et une sœur, Jodie. Elle est diplômée de Lawrence High School et étudie ensuite à l'université d'État du Kansas. Elle a obtenu un diplôme d'associé en arts appliqués du Wade College à Dallas, Texas, malgré sa dyslexie. Après être sortie de l'université, elle enchaîne les emplois, travaille pour la chaîne Kmart, pour une société de courtage ou encore de une firme publicitaire; elle devient « Miss côte ouest des États-Unis » en 1981, se marie et divorce deux fois, et a trois enfants.
En 1992, à la suite d'un accident de voiture, elle décide de porter plainte contre son chauffard, mais ne gagne pas son procès malgré ce que lui avait promis son avocat, Edward « Ed » Masry (en). En guise de dédommagement, elle exige de se faire embaucher dans son cabinet, malgré un manque de formation en droit. Elle n'hérite que d'un dossier d'indemnisation immobilière, mais intriguée par des requêtes en soins médicaux sur les mêmes personnes, elle enquête, découvre des causes probables de pollution par le chrome hexavalent dans les eaux potables, et instruit le dossier des centaines de victimes. Après un travail acharné et un combat qui la rendit célèbre de par la différence d'échelle et de pouvoir entre les deux partis, elle leur fait obtenir en 1993 un dédommagement élevé (333 millions $US) auprès de la société Pacific Gas and Electric Company (PG&E) de Californie. À l'issue de ce procès, sur les 40 millions $US qu'obtient le cabinet de Me Masry, elle gagne 2 millions $US, ce qui changera radicalement sa vie. Peu après, un film sur le procès, centré autour du personnage d'Erin, est réalisé.
Par la suite, elle continue activement ses activités d'enquête et d’investigation.
Erin Brockovich est ensuite animatrice des séries télévisées Challenge America with Erin Brockovich sur la chaîne ABC et Final Justice sur Lifetime.
En mars 2009, elle demande à l'ambassadeur des États-Unis en Grèce de pousser pour la résolution du problème de la pollution de l'Asopós qui contient entre autres du chrome hexavalent.
En 2016, elle est présidente de Brockovich Research & Consulting et poursuit l'instruction d'affaires similaires.
En 2021, elle prend position pour la défense de Steve Donziger dans un article du Guardian.
En 2023, elle alerte sur les risques de pollution de l'eau à la suite du déraillement d'un train de produits chimiques dans l'Ohio.

## Dans la fiction
Son histoire est racontée dans le film portant son nom : Erin Brockovich, seule contre tous (2000), où elle est incarnée par Julia Roberts, qui obtient un Oscar de la meilleure actrice pour ce rôle. Elle y fait elle-même une courte apparition, dans le rôle d'une serveuse portant un badge marqué Julia.